# Campobello di Mazara

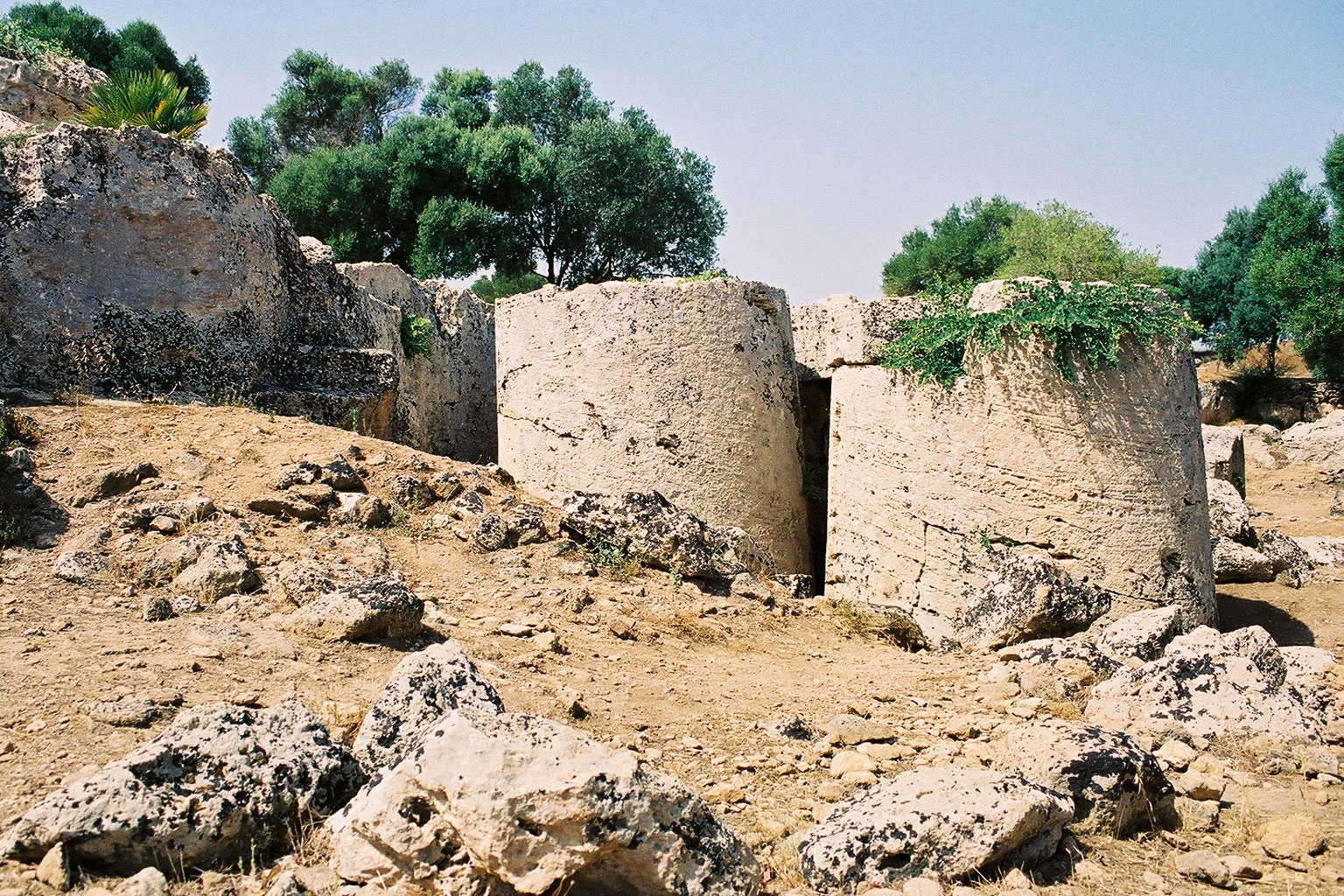
Rocche di Cusa

Campobello di Mazara is een gemeente in de Italiaanse provincie Trapani (regio Sicilië) en telt 10.942 inwoners (31-12-2004). De oppervlakte bedraagt 65,8 km², de bevolkingsdichtheid is 166 inwoners per km².

## Demografie
Campobello di Mazara telt ongeveer 4583 huishoudens. Het aantal inwoners daalde in de periode 1991-2001 met 10,3% volgens cijfers uit de tienjaarlijkse volkstellingen van ISTAT.
| Jaar | Inwoneraantal |
| ---- | ------------- |
| 1991 | 12.570        |
| 2001 | 11.270        |

## Geografie
De gemeente ligt op ongeveer 110 m boven zeeniveau.
Campobello di Mazara grenst aan de volgende gemeenten: Castelvetrano, Mazara del Vallo.
Alcamo · Buseto Palizzolo · Calatafimi-Segesta · Campobello di Mazara · Castellammare del Golfo · Castelvetrano · Custonaci · Erice · Favignana · Gibellina · Marsala · Mazara del Vallo · Paceco · Pantelleria · Partanna · Petrosino · Poggioreale · Salaparuta · Salemi · San Vito Lo Capo · Santa Ninfa · Trapani · Valderice · Vita
1. ↑  https://demo.istat.it/?l=it.